# 裂けた旅券
『裂けた旅券』（さけたパスポート）は、御厨さと美による日本の漫画。1973年に小学館『ビッグコミックオリジナル号』で『裂かれた旅券』として読切掲載後、1978年から1982年まで小学館『ビッグコミックオリジナル』にて連載。単行本は小学館ビッグコミックスより全7巻が刊行された。後にスーパービジュアル・コミックス（小学館、発行:ビズ・コミュニケーションズ・ジャパン）より全4巻、メディアファクトリーMF文庫より全5巻で再刊されている。
御厨さと美の最長編作品であり、代表作に挙げられる。

## あらすじ
羅生豪介
物語の開始は連載開始と同じ1978年の設定となっている。羅生豪介は中学卒業と同時に単身日本を飛び出しフランスへ渡り、人生の半分以上をヨーロッパに滞在している。フランスを始めヨーロッパ各国の裏社会に通じた経験を元に、さまざまな半端仕事で生計を立てている。
第1話ではパリにおける日本人団体旅行客の臨時添乗員、第2話ではシャモニーにおける氷河のクレバスに落ちたと思われる行方不明者捜し、第3話ではチェコスロバキアから秘密原稿を西側に運ぶ仕事、第4話ではイギリスの旧家から出た骨董品に関する化かし合い、第5話はジュネーブを舞台に人工エメラルドの製法ノートを巡る化かし合い、第6話はザルツブルグでマフィアの娘捜しというように単発的な話が続く。
マレッタとの出会い
物語がある方向性をもつのは第11話において、パリ警察署長のマルタンからマレッタの保護を依頼されたことによる。このときマレッタは13歳、感化院から出所したばかりでブローニュの森で客を取っており、保護されたときの客が豪介であった。
こうして豪介はマレッタと同居することになり、内務大臣がらみのスキャンダル殺人事件に巻き込まれていく。マレッタは豪介に「どうして私を抱こうとしないの」と誘い、尻を何回もたたかれ、子供らしく泣き出す。この事件は豪介の初めての拳銃発砲が効を奏して解決する。事件の後もマレッタと豪介の奇妙な同居生活が続く。
マレッタは名門女子校に入学
豪介はマレッタを学校に入れようとするが、学費の目途が立たない。豪介が仕事で外出しているとき、マレッタは私の愛を笑わないでと芝居がかった台詞を口にする。豪介はマレッタの学費を工面するためマルタンと会い、学費のことをほのめかす。マルタンは「俺だって慈善は嫌いじゃ無い、しかし...」と言うが、豪介は半分でいいと説得し、マルタンも「人は人のために何かをやらにゃならん」と引き受ける。
マレッタの試験成績は問題なかったが、名門女子校ということもあり家庭環境に質問が及び、豪介はマレッタとの関係を「あるふれた世話好き」と答えている。もう一つの問題であるマレッタの身分証明と親権者の署名はマレッタが何も語らないため難航する。豪介はマレッタが口にしたことのある木には木の精がいるという風習から苦労して生家を探し当てる。ノルマンディーの海を見ながら、マレッタは「素直じゃないなあ...私を愛してるって言っちゃえ」と告げる。豪介36歳、マレッタ14歳の出来事である。
マレッタは全寮制の女子校に入学し、ときおり豪介のアパートに戻る生活となる。そんなとき、豪介が殺人事件の容疑者として拘束される。マレッタは事件のトリックを見破り、豪介が事件前に会ったという売春婦を捜し出し解決する。豪介は釈放され、浮気の罰にマレッタから殴られる。
UPI契約記者
マレッタは特別奨学生の試験を受けることにする。校長は保護者である豪介にマレッタの気持ちを伝えるが、話し合いは物別れとなる。マレッタは中東の産油国アルシャム王国の皇太子シドと知り合ったことから、身元調査が入り、過去のことが友人にも知られてしまい学内で孤立する。豪介は原稿をUPI通信に売り込む。マレッタには5000フランの収入になった、好きなだけ勉強させてやれると話す。
豪介はUPIの契約記者として、アルシャム王国のクーデターに関する記事をものにしようとする。豪介は侍従長シャバラがソ連と接触し、マレッタはシドがCIAと接触していることを知る。2つの情報を合わせると、クーデターの輪郭が浮かび上がる。クーデターは実際に起こり、王国は革命政府と反革命勢力に分かれて内戦になる。豪介は現場で取材を続ける。米国空母打撃群がペルシャ湾に現れ、反革命勢力がシドの元に結集し、大勢は決する。豪介は油田を守っていたフランスの外人部隊に救出される。こうして、豪介は表の世界の生計が立てられるようになる。
第28話ではマルタンからの依頼で貴重品の入ったバッグをひったくられた高齢の日本人女性・鈴木トメの面倒を見ることになる。夏休みで戻っているマレッタはトメと折り合いが悪く苦労する。墓参りの後、日本からお偉いさんの一行と遭遇し、トメが鈴木代議士の母親であることが分かり、日本大使館の対応がころっと変わる。トメは豪介に「こんな若い娘を泣かすようだとただじゃおかないよ」と釘を刺す。
豪介の契約記者としての活動は続く。第31話ではバスク独立党のヘルグエタ暗殺を防ぎ独占会見記をものにする。第32話では日本赤師団による身代金誘拐事件の首謀者逮捕に尽力し、UPIにとっては近年最大のスクープとなる。
日本滞在
豪介は日本に関する特集記事を書くことになり、マレッタと一緒に日本に向かう。ところが、新宿でマレッタははぐれてしまう。マレッタは豪介のメモを頼りに新宿→甲府→浜松→大阪→岡山と移動し、14日目に長崎に到着する。豪介は何とかしてやって来るとひたすら待っている。日本滞在の中で、中学を卒業した豪介がフランスの渡るいきさつが明らかにされる。二人は東京に戻り、鈴木代議士の家を訪問し、トメの歓待を受ける。
愛してる
第41話ではマレッタが人形師見習いのフュルーから告白される。豪介は友達は多いにこしたことがないとつれない。フュルーは豪介にマレッタと離れろと迫り、殴り合いになる。花束を渡しがら豪介はマレッタに愛してると言う。マレッタは豪介に抱きつきキスをする。
第49話で豪介は学生交流会館で講演を依頼される。演題は「フランスにおける日本の行動の理解－疑問を解く」である。豪介の講演は妨害により中断されるが、マレッタが壇上に上がり、キスをする。豪介はマレッタとの関係を引き合いに、俺はそうしてフランスと出会ったと結ぶ。
第51話ではマルタンとクークーが訪ねてくる。豪介はあいにく仕事でマルセイユにおり、二人は泊まっていくことになる。マルタンは豪介の新しい写真を見ながら、マレッタのお陰でどれほどあやつが豊かになったかと話す。マルタンはそろそろ考えてもいいんじゃないと水を向けるが、マレッタは正直にいうと階段を上っている感覚であると答える。豪介が戻り、マレッタを抱きしめる。マルタンたちは健康的な愛に安心する。
裂けた旅券
第53話で豪介は15歳でフランスに来てからの自伝を「裂けた旅券」としてまとめ、本を出すことになる。その中にはイタリアのマフィア・カルナチーナをほのめかす記述があり、呼び出されてローマに行く。カルナチーナは原稿の一部修正を求め、相応の金額を支払うと提案するが、豪介は拒否する。しかし、カルナチーナにマレッタの命が条件だと言われ、「マレッタの命ごいならすべてを投げる、しゃあねえじゃないか！」と出版を断念すると告げる。そこへ、マレッタが訪ねてきて、カルナチーナも「しゃあねえじゃないか！」と出版を認める。

## 主な登場人物
羅生 豪介（らもう ごうすけ）
日本人男性。初登場時33歳。
中学卒業と同時に単身日本を飛び出しフランスへ渡る。フランスを始めヨーロッパ各国の裏社会に通じた経験を元に、日本人団体旅行客の臨時現地添乗員、家出したマフィアのボスの娘の捜索、諜報活動資料の運搬といった裏の仕事を含め、さまざまな仕事に就いている。
マレッタ（後述）を引き取った後、物語中盤ではフランス通信社の契約記者となるが、裏の仕事の依頼も変わらず舞い込んでくる。
マレッタ・クレージュ
ビッグコミックス版2巻「ブローニュの金曜日」より登場。初登場時13歳。ノルマンディーの漁師町で大きな網元の家系の庶子として産まれ遺産の相続権もあったが、養親との確執から11歳の時に家出をし、パリのブローニュの森で娼婦をしていた。豪介との出会いは、「ブローニュの金曜日」にて娼婦とその客。マレッタの客であったフランス内務大臣がスキャンダルを恐れてマレッタの殺害を試みた事件を経て、豪介が身許保証人となり、豪介のアパートで同居するようになる。その後、豪介の援助で名門女子校へ入学する。
マルタン署長
パリの警察署の署長。豪介の友人。定年も近く、円満に退職したいと考えているが、内務大臣のスキャンダルもみ消しの事件などには、きっちりと対処している。
内務大臣の件でマレッタを囮捜査に用いて命の危険にさらしたことなどで引け目もあり、学費の半額を負担させられている。また、名門女子校へ入学にあたって、豪介と並んでマレッタの保証人になっている。

## 書籍情報
ビッグコミックス版（小学館）
1. 雷鳴急行 1981年1月1日初版第1刷発行 ISBN 4-09-180301-6
2. マレッタ・コネクション 1981年2月1日初版第1刷発行 ISBN 4-09-180302-4
3. 炎のようなキスを 1981年8月1日初版第1刷発行 ISBN 4-09-180303-2
4. おゝパリ 1982年3月1日初版第1刷発行 ISBN 4-09-180304-0
5. 私の“じゃぽん” 1982年8月1日初版第1刷発行 ISBN 4-09-180305-9
6. マルメロの実焼いて 1983年3月1日初版第1刷発行 ISBN 4-09-180306-7
7. セルリアンブルー 1983年4月1日初版第1刷発行 ISBN 4-09-180307-5

スーパービジュアル・コミックス版（小学館、発行：ビズ・コミュニケーションズ・ジャパン）。
1. 1991年6月 ISBN 4-09-160101-4
2. 1991年7月 ISBN 4-09-160102-2
3. 1991年8月 ISBN 4-09-160103-0
4. 1991年9月 ISBN 4-09-160104-9

MF文庫版（メディアファクトリー）
1. 1999年11月 ISBN 4-88991-965-1
2. 1999年11月 ISBN 4-88991-966-X
3. 1999年12月 ISBN 4-88991-993-7
4. 1999年12月 ISBN 4-88991-994-5
5. 2000年01月 ISBN 4-8401-0017-9

ビッグコミックス版を底本とした電子書籍版も販売されている。